# Sydney Regan
Sydney Regan, vraisemblablement né le 2 avril 1899 à Woolwich (Royaume-Uni) et mort le 2 novembre 1978 à Valence (France), est un joueur et entraîneur britannique de football.
En tant qu'entraîneur du FC Sète, il remporte la Coupe de France en 1930 et participe à la première édition du championnat de France professionnel en 1932-1933.

## Biographie
Regan nait et grandit dans la région de Londres, en Angleterre, mais il est d'ascendance irlandaise, sa famille venant de Cork. Cela lui vaut d'être généralement présenté comme anglais dans la presse, mais aussi parfois comme irlandais.

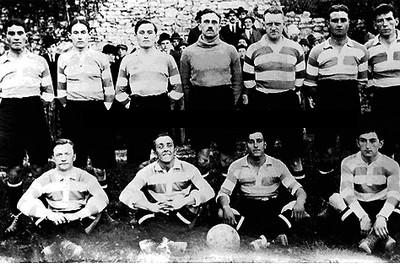
Joueurs du FC Sète en 1920.

Il est footballeur au début des années 1920 au FC Sète (alors épelé Cette), au poste d'arrière ou de demi. L'équipe dirigée par l'Écossais Victor Gibson est alors essentiellement composée de Britanniques. Regan y arrive vers 1919 et y joue jusqu'en 1921 ou 1922, puis repart en Angleterre, apparemment en froid avec l’entraîneur.
Il signe fin 1922 au Millwall FC où il joue au moins sept matchs. En 1924, relégué en réserve à Millwall, il signe à Sittingbourne (en). 
La suite de sa carrière de joueur de football n'est pas bien connue. Il est également joueur de cricket à bon niveau en Angleterre,, et plus tard chroniqueur sportif dans la presse,,,,.
En 1929, il est nommé entraîneur d'un nouveau club bordelais, le « Sport athlétique bordelais - Girondins ». Il y est présenté comme l'ancien joueur du FC Sète, confirmant qu'il n'a pas dû jouer entre-temps pour d'autres clubs de métropole. Il joue encore à l'occasion, à Bordeaux,... mais aussi un match de Coupe de France à Sète, en remplacement d'André Chardar,. Il obtient à Bordeaux des résultats remarqués (le club est champion du Sud-Ouest en fin de saison) et dès février 1930, il quitte Bordeaux pour le FC Sète. Il est le premier entraîneur appointé à temps plein à la tête de l’équipe, et il lui arrive de jouer encore à l'occasion, quand nécessaire - même si son passé de joueur professionnel en Angleterre semble l'interdire d'obtenir une licence de joueur amateur en France. Il y remporte la Coupe de France contre le Racing Club de France dès sa première saison en poste, en avril 1930. Après une élimination précoce en Coupe de France, il démissionne en février 1931 et part en Algérie pour entraîner le Racing Club de Maison-Carrée, (aujourd'hui El-Harrach). 
En décembre 1931, il s'entend avec le Club français, dernier vainqueur de la Coupe de France basé en région parisienne, pour en devenir l'entraîneur-joueur, mais il change finalement d'avis après un match ou deux et repart à Maison-Carrée, après avoir reçu l'assurance de pouvoir reprendre une activité de joueur (et non plus seulement d’entraîneur).

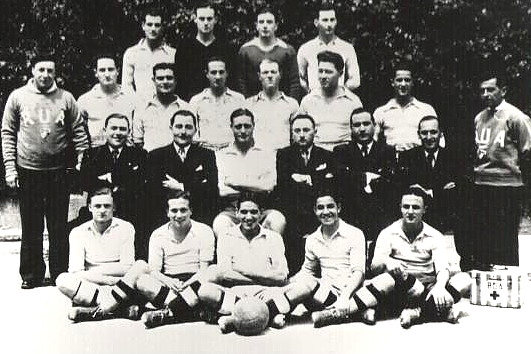
Effectif du RU Alger en 1939. Regan est debout à gauche.

Il revient à Sète pour la première saison du championnat de France professionnel, en 1932-1933, puis repart encore en Algérie, à Maison-Carrée. En février 1935, il est encore convoqué dans une sélection d'Alger, qui se déplace en métropole. Pendant la saison 1935-1936, il est entraineur-joueur à l'AS Moulins, champion en titre de la Ligue d'Auvergne.   
Il revient en 1936 en Algérie pour être l’entraîneur du Racing universitaire d'Alger. Il remporte avec le RUA la Coupe d'Afrique du Nord en 1937 et le championnat d'Afrique du Nord (la « Coupe Steeg ») en 1939. En août 1939, il entraîne la sélection française, composée de nombreux joueurs du RUA, aux Jeux universitaires. 
Pendant la guerre il vit en Angleterre, puis il revient vivre en Algérie. En 1946, il reprend le rôle d’entraîneur au RC Maison-Carrée, qui reprend ses activités. Il semble ensuite entrer au SA Belcourt, un club plus modeste basé à Belcourt, un quartier d'Alger. Il tient alors apparemment un bar. En 1949, il devient entraîneur du SCU El Biar. 
En 1939 il se marie à Alger avec Catherine Quadri,. Il meurt le 2 novembre 1978 à Valence, dans la Drôme.

## Palmarès
Entraîneur
- Vainqueur de la Coupe de France : 1930 (FC Sète)
- Vainqueur de la Coupe d'Afrique du Nord : 1937 (RU Alger)
- Vainqueur du Championnat d'Afrique du Nord : 1939 (RU Alger)